# Mrs. Dalloway
Mrs Dalloway is een roman van Virginia Woolf uit 1925 die verhaalt over het alledaagse leven van Clarissa Dalloway in het Engeland van na de Eerste Wereldoorlog. Dit werd een van Woolfs bekendste boeken.
Het boek is gebaseerd op twee korte verhalen, "Mrs Dalloway in Bond Street" en het onafgewerkte "The Prime Minister". Het gaat over de voorbereidingen die Clarissa treft voor een feest. Het verhaal reist heen en weer in de tijd, in en uit de geesten van de verschillende personages, om zo een volledig beeld te schetsen van Clarissa's leven en van de sociale structuur tijdens het interbellum.
Time Magazine nam Mrs Dalloway op in een lijst van 100 beste Engelstalige romans, allemaal uitgebracht tussen 1923 en 2005. In 2002 werd het boek eveneens opgenomen in de lijst van beste 100 boeken uit de wereldliteratuur, samengesteld op initiatief van de Noorse boekenclubs en de Zweedse Academie.

## Samenvatting
Clarissa Dalloway doorkruist heel Londen in de vroege morgen om een feest voor te bereiden dat voor die avond is gepland. De leuke dag herinnert haar aan haar jeugd te Bourton en doet haar nadenken over haar keuze van echtgenoot – ze huwde de betrouwbare Richard Dalloway in plaats van de enigmatische Peter Walsh. Peter zelf brengt haar die morgen een bezoek na zijn terugkomst uit India.
Septimus Smith, een veteraan uit Wereldoorlog I, brengt zijn dag door in het park met zijn vrouw Lucrezia. Hij heeft hallucinaties en zal zelfmoord plegen door uit een raam te springen.
Clarissa's avondfeest is maar een matig succes. Het merendeel van de personages die ze die dag ontmoet heeft, komt opdagen, net zoals kennissen uit haar verleden. Op het feest hoort ze over Septimus' zelfmoord en langzaam maar zeker gaat ze deze daad bewonderen – zelfmoord ziet ze nu als een middel om de puurheid van haar eigen geluk te bewaren.

## Schrijfstijl
De gebeurtenissen in Mrs Dalloway spelen zich allemaal, behalve de flashbacks, af op dezelfde dag in juni. Dit is een voorbeeld van een stream of consciousness: elke scène haalt de momentele gedachten van een bepaald karakter zeer nauw aan. Woolf vervaagt het onderscheid tussen directe en indirecte taal door het hele verhaal heen, het verhalende wordt afgewisseld met beschrijvingen, indirecte innerlijke monoloog, directe innerlijke monoloog en het in zichzelf praten. Het verhaal volgt zo minstens twintig personages, maar het grootste deel van het boek gaat over Clarissa Dalloway en Septimus Smith.
Vanwege de structurele en stilistische gelijkenissen wordt Mrs Dalloway vaak gezien als een antwoord op James Joyce's Ulysses. Ulysses wordt aangehaald als een van de grootste literaire werken van de twintigste eeuw. The Hogarth Press, onder leiding van Woolf en haar man Leonard, moest de kans laten schieten om Ulysses uit te geven omwille van de obsceniteitswet in Engeland.

## Thema's

### Feminisme
Clarissa's personage toont de rol van de vrouw in de tussenoorlogse samenleving als de "Engel van het Huis" en belichaamt zowel de seksuele als economische onderdrukking. Clarissa omarmt haar sociale rol als vrouw van een politicus, maar toch heeft zij de mogelijkheid om zich uit te drukken via de feesten die zij geeft.
Sally Seton wordt herinnerd als een grote onafhankelijke vrouwelijke persoonlijkheid: ze rookt sigaren, rende eens naakt door de gang om een bad te nemen, en deed moedige, grensoverschrijdende uitspraken om reacties uit te lokken. Wanneer Clarissa haar ontmoet, blijkt zij de perfecte huisvrouw te zijn, getrouwd met een rijke man en met vijf zonen.

### Homoseksualiteit
Clarissa Dalloway is sterk aangetrokken tot Sally – twintig jaar later herinnert zij zich de gedeelde kus als het gelukkigste moment van haar leven. Zij voelt iets voor vrouwen "zoals mannen voelen", maar ze erkent deze gevoelens niet als homoseksualiteit.

### Psychische aandoeningen
Het personage van Septimus, de getraumatiseerde oorlogsheld, heeft als functie om de behandeling van geestesstoornissen en depressie te bekritiseren. Woolf bekritiseert de medische wereld doorheen Septimus' neergang en uiteindelijke zelfmoord: zijn artsen trekken snelle conclusies over zijn psychische toestand, praten met hem via zijn vrouw en wuiven zijn woorden weg nog voor hij ze gezegd heeft.
Er zijn gelijkenissen tussen Septimus en Woolfs eigen gevecht met een bipolaire stoornis. Beiden hallucineren dat vogels zingen in het Grieks. Woolf zelf heeft ook een zelfmoordpoging ondernomen door uit een raam te springen, zoals ook Septimus zal doen. Woolf heeft zich uiteindelijk verdronken.

### Existentialisme
Peter Walsh ziet een meisje in de straten van Londen en stalkt haar voor een half uur. Later vertelt hij hierover dat "deze relatie verzonnen was, zoals men het grootste deel van zijn leven verzint". Door het focussen op de gedachten en percepties van de personages, legt de schrijfster de nadruk op het belang van de eigen gedachten, eerder dan concrete feiten in iemands leven. De gebeurtenissen zijn vooral een gevolg van de gedachten van de personages, minder van de eigenlijke feiten.
Clarissa wordt benadrukt als een vrouw die het leven waardeert. Haar liefde voor het geven van feesten komt uit haar verlangen om mensen samen te brengen en gelukkige momenten te maken. Haar charme, volgens Peter Walsh, is een gevoel van joie de vivre, wat hij uitdrukt met de zin "Daar was ze." Clarissa interpreteert Septimus' dood als een daad van omarmende liefde, waardoor zij een blij humeur blijft behouden, ook al komt ze tot de vaststelling dat haar huwelijk een leugen is.

## Nederlandse vertalingen
In 1948, ruim twintig jaar later, verscheen de eerste Nederlandse vertaling van Mrs. Dalloway. Het boek werd vertaald door Nini Brunt en uitgegeven door Van Oorschot. Het duurde lange tijd voor het boek een succes werd in Nederland. In 1980 werd de vertaling van Brunt opnieuw uitgegeven ditmaal door De Bezige Bij. Deze keer met succes, inmiddels verscheen in 2021 de elfde druk. Inmiddels publiceerde Athenaeum-Polak & Van Gennep in 2013 een tweede vertaling van het boek. Ditmaal onder de titel Mevrouw Dalloway. Deze vertaling is van van de hand Boukje Verheij en voorzien van een nawoord van Joke J. Hermsen.

## Filmbewerkingen
De Nederlandse feministische filmregisseur Marleen Gorris nam in 1997 Mrs Dalloway op. Zij baseerde de film op de bewerking door Britse actrice Eileen Atkins. Vanessa Redgrave speelde de hoofdrol. Andere acteurs waren Natascha McElhone, Lena Headey, Rupert Graves, Michael Kitchen, Alan Cox, Sarah Badel en Katie Carr.
“Mrs Dalloway” is een element van grote waarde in zowel het boek van Michael Cunningham als de film The Hours. Het boek werd vernoemd naar de oorspronkelijke titel die Woolf in gedachten had.
"Mrs Dalloway" is ook het uitgangspunt van het eerste bedrijf in de eerste avondvullende choreografie van Wayne McGregor Woolf Works.

## Mrs Dalloway in andere werken
Mrs Dalloway figureert zowel in Virginia Woolfs eerste roman, The Voyage Out, als in vier korte verhalen. Hierin is zij de gastvrouw van feestjes die het hoofdonderwerp vormen van het verhaal:
- "The New Dress" – een zelfbewuste gaste laat een nieuwe jurk maken voor het feest;
- "Together and Apart"- Mrs Dalloway stelt de voornaamste personages voor;
- "The Man Who Loved His Kind" – haar echtgenoot Richard nodigt een schoolvriend uit die de hele avond zeer ongemakkelijk vindt;
- "A Summing Up" – een koppel ontmoet elkaar in haar tuin.

De verhalen staan allemaal in A Haunted House and Other Short Stories (1944) en in Mrs Dalloway's Party (1973).